# Japanska akademin
För Japan Academy Prize (Association), se Nippon Academy-shō.

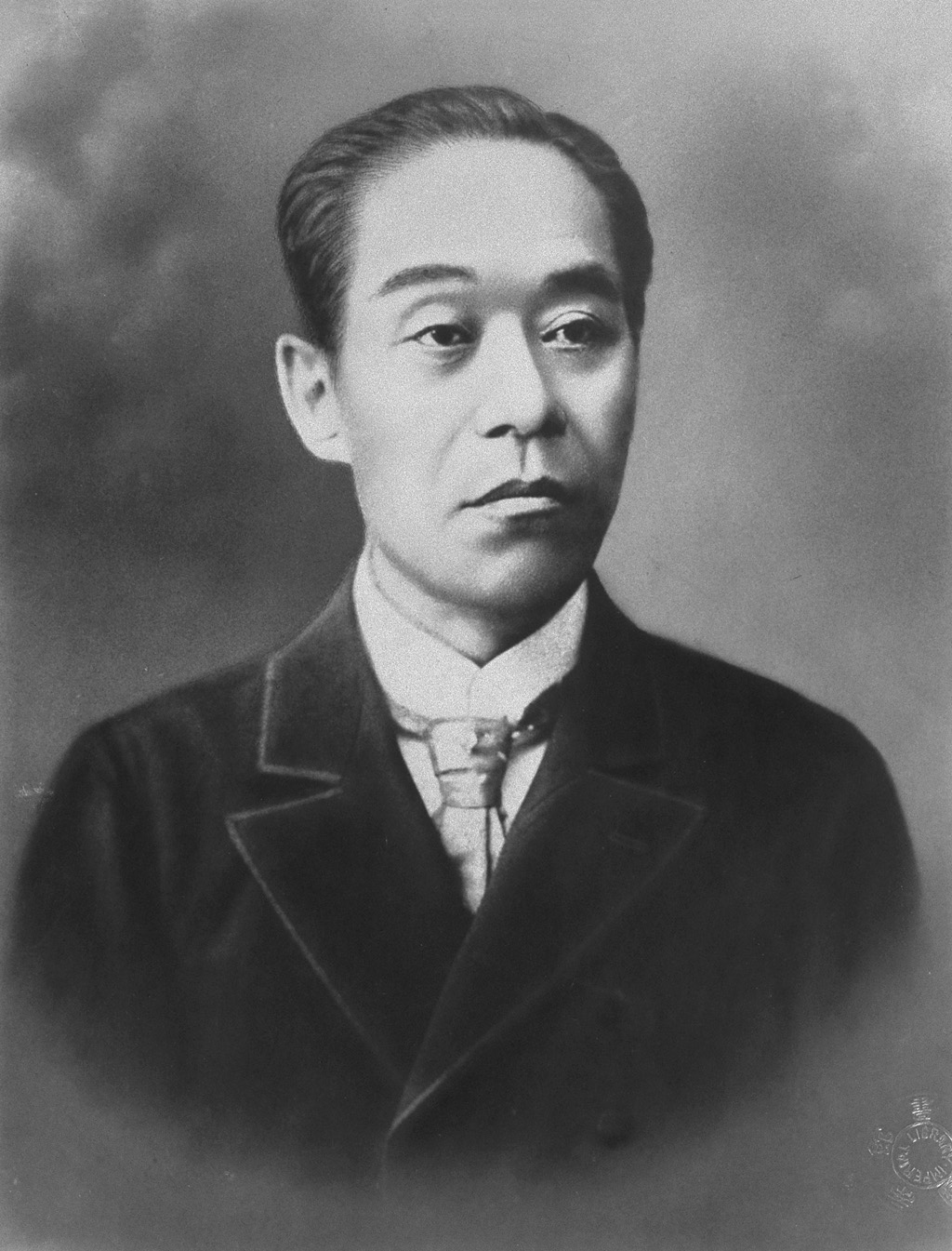
Tokyoakademins första ordförande, Yukichi Fukuzawa.

Japanska akademin (japanska: 日本学士院?, Nippon Gakushi-in) är en japansk vetenskapsakademi ursprungligen bildad år 1879. Akademin, som numera lyder under kultur- och vetenskapsdepartementet, är indelad i en naturvetenskaplig del och en samhälls- och humanvetenskaplig del. Huvudkontoret ligger i Ueno, Tokyo.

## Historia
Akademin hette ursprungligen Tokyoakademin (japanska: 東京学士会院?, Tōkyō Gakushi-kaiin) och bildades 1879 av Meijiregeringen med brittiska Royal Academy som förebild.
Mellan 1906 och 1947 kallades den kejserliga akademin (japanska: 帝国学士院?, Teikoku Gakushi-in).

## Priser
Japanska akademin delar ut flera priser, av vilka de mest framstående är Japanska akademins kejserliga pris och Japanska akademipriset, som båda delas ut sedan 1911.